# Ermida de São João (São Mateus)
A Ermida de São João é uma Ermida portuguesa localizada na freguesia de São Mateus, concelho da Madalena do Pico, na ilha do Pico, no arquipélago dos Açores.